# Sophus Tromholtcollectie

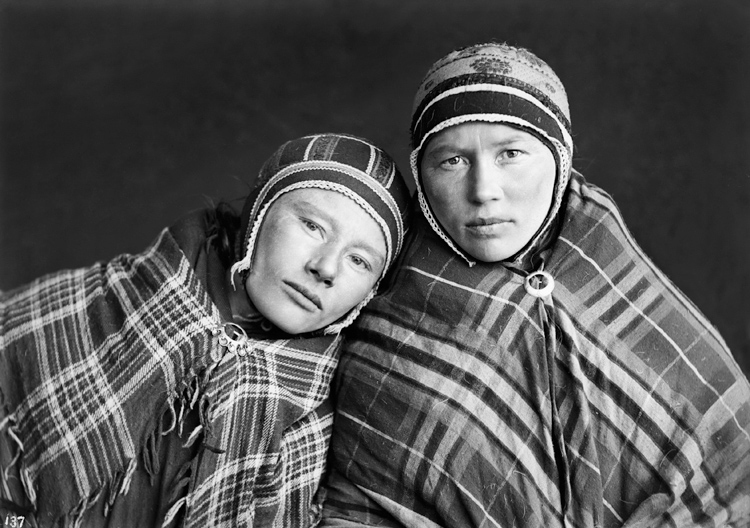
Portret van twee Sami-meisjes (Anna Aslaksdatter Gaup en Anna Jonsdatter Somby) gemaakt door Sophus Tromholt

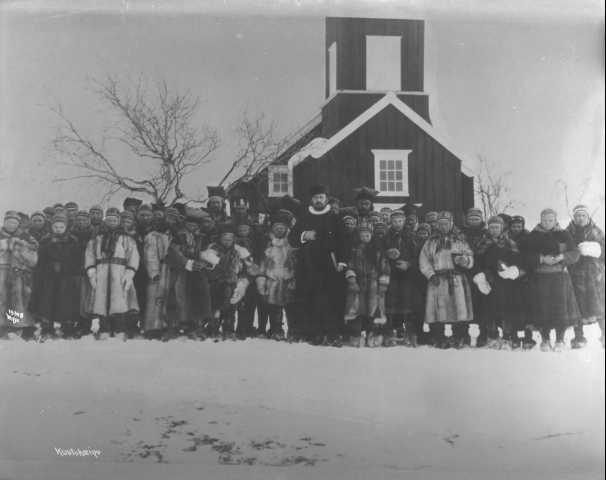
Groepsportret voor de kerk van Kautokeino

De Sophus Tromholtcollectie is een verzameling foto's en negatieven gemaakt door de Deense wetenschapper en amateurfotograaf Sophus Tromholt. De collectie is in 2013 opgenomen in de Werelderfgoedlijst voor documenten van de Unesco.

## Achtergrond
Sophus Tromholt (1851-1896) was een Deens wetenschapper - een autodidactische astrofysicus - uit de negentiende eeuw. Tromholt verbleef in 1882-1883 voor het eerste Internationale Pooljaar in Kautokeino in Finnmark, de noordelijkste provincie van Noorwegen, om er de aurora borealis bestuderen. Tromholt had voor deze gelegenheid een camera en glazen negatieven meegenomen, maar slaagde er om technische redenen niet in om het noorderlicht te fotograferen. Hij maakte daarentegen wel zo'n 300 foto's van noordelijke landschappen, dorpen en culturele gebruiken. Een groot deel van deze foto's zijn portretten van de mensen die in het Noorden wonen: Noren, Samen en Kvenen. Tromholt fotografeerde niet alleen de inwoners van Kautokeino, maar mensen in heel Lapland, van de Noorse kust over Zweden en Finland tot Borisoglebsky in Rusland.

## Inhoud van het erfgoed
De collectie bestaat uit 189 foto's in een portfolio en een archief van 231 glazen negatieven, en is eigendom van de Universiteit van Bergen, waar zij zich bevindt in de afdeling Speciale Verzamelingen van de universiteitsbibliotheek. De foto's zijn allemaal gedigitaliseerd en zijn consulteerbaar op de website van de Universiteit van Bergen.
De Unesco noemt Tromholts portretten "uniek in hun individualistische en humanistische benadering van de autochtone bevolking". De foto's van Tromholt tonen de Samen als meer dan een raciaal stereotype en een toeristische eigenaardigheid. De personen op de foto's zijn elk individuen met een naam en een persoonlijkheid. Zij zijn van lokaal belang en zijn onder andere gebruikt voor genealogisch onderzoek. Daarnaast bieden de foto's ook een uniek beeld op het leven van de Samen in de jaren 1880. De verzameling is volgens de Unesco een onschatbare bijdrage met culturele, historische en politieke waarde aan het internationale debat rond autochtone volkeren en hun karakterisering als "de andere".